# Atak na ambasadę Azerbejdżanu w Teheranie
Atak na ambasadę Azerbejdżanu w Iranie — atak dokonany 27 stycznia 2023 roku na ambasadę Republiki Azerbejdżanu w Teheranie, stolicy Islamskiej Republiki Iranu, około godziny 08:00 czasu lokalnego. Napastnik, obywatel Iranu, Yasin Hosseinzadeh, przedarł się przez posterunek ochrony z karabinkiem AK i otworzył ogień do pracowników ambasady. W tym czasie pracownicy ambasady próbowali go zneutralizować. W wyniku ataku zginął szef służby bezpieczeństwa misji dyplomatycznej, Orxan Əsgərov. Podczas odparcia ataku rannych zostało dwóch strażników.
Yasin Hosseinzadeh został zatrzymany przez irańskie organy ścigania i objęty śledztwem, w wyniku którego został skazany na karę śmierci. Wyrok wykonano 21 maja 2025 roku. W związku z atakiem Służba Bezpieczeństwa Państwowego Azerbejdżanu wszczęła postępowanie karne. Prezydent Azerbejdżanu İlham Əliyev potępił atak. Strona azerbejdżańska podkreśliła, że odpowiedzialność spoczywa na Iranie i oceniła atak jako „akt terrorystyczny”. Ministerstwo Spraw Zagranicznych Azerbejdżanu ogłosiło, że pracownicy ambasady Azerbejdżanu w Iranie zostaną ewakuowani. 30 stycznia personel ambasady został ewakuowany z Teheranu, a ambasada została tymczasowo zamknięta.
W oświadczeniach irańskich urzędników nie było żadnych wskazań, że atak miał podłoże polityczne. Irańscy funkcjonariusze organów ścigania twierdzili, że atak został przeprowadzony z powodów osobistych i że Hosseinzadeh przybył na miejsce z dwójką dzieci, mimo że nagrania z kamer bezpieczeństwa pokazują go samego.
Sekretarz generalny Organizacji Narodów Zjednoczonych António Guterres, Unia Europejska, Rada Europy, NATO, Organizacja Państw Turkijskich oraz głowy państw, ministrowie spraw zagranicznych i ambasadorowie z ponad 120 krajów potępili atak. Po ataku irańscy Azerowie zebrali się przed Konsulatem Generalnym Azerbejdżanu w Tebrizie, aby złożyć wieńce.

## Tło

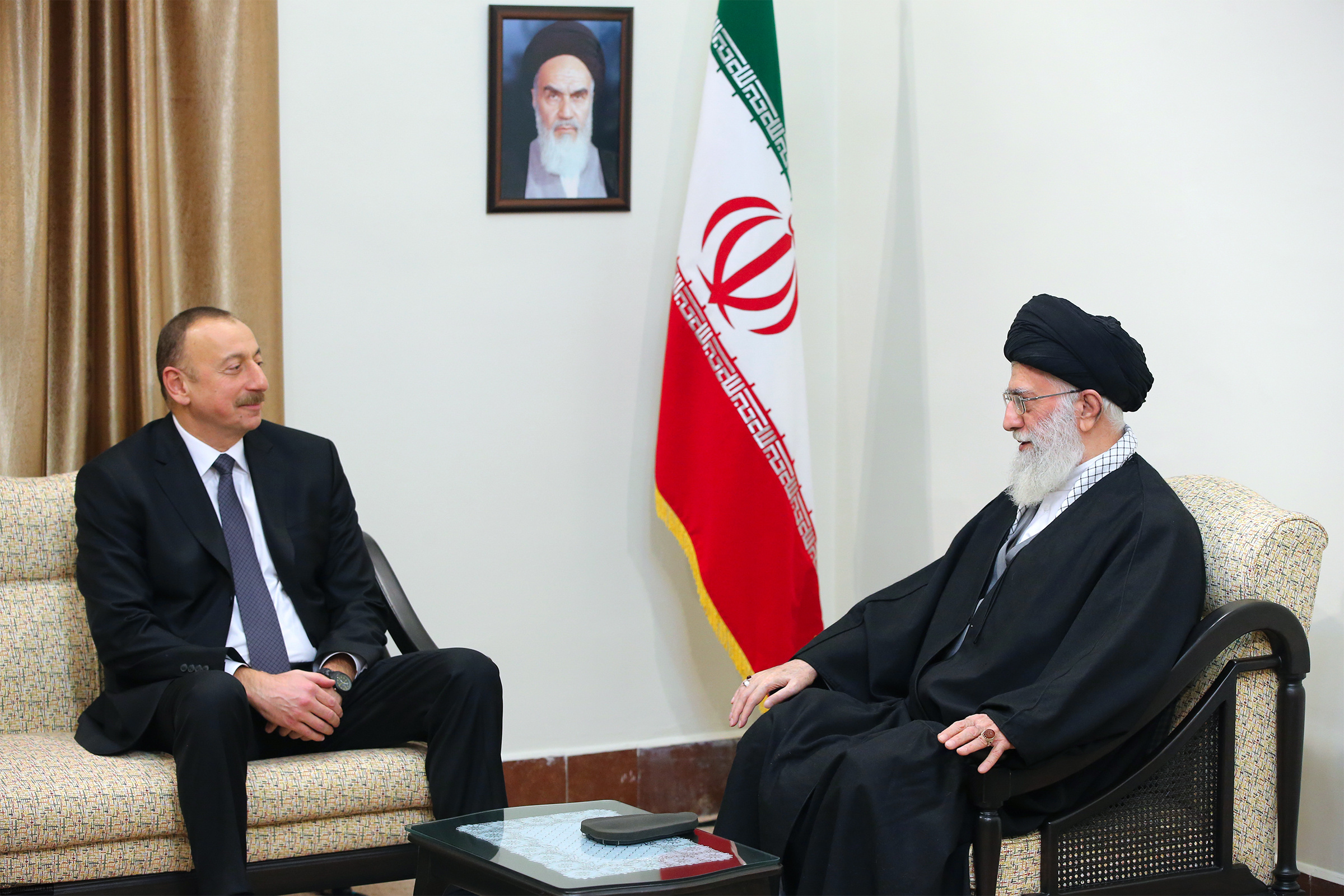
Prezydent Azerbejdżanu İlham Əliyev i Najwyższy Przywódca Iranu Ali Chamenei, 5 marca 2017 roku

Od czasu uzyskania przez Azerbejdżan niepodległości w 1991 roku doszło do kilku ataków na placówki dyplomatyczne Azerbejdżanu. W sierpniu 2022 roku kilka osób podających się za członków szyickiej organizacji Choddam al-Mahdi zaatakowało ambasadę Azerbejdżanu w Londynie, stolicy Wielkiej Brytanii, usuwając flagę Azerbejdżanu z budynku, w którym mieści się ambasada i zastępując ją flagą z islamskimi hasłami religijnymi, a także pisząc i skandując hasła w języku arabskim na ścianach i oknach. We wrześniu 2022 roku ambasada Azerbejdżanu w Paryżu, stolicy Francji, została zaatakowana przez grupę ormiańskich protestujących, którzy próbowali włamać się do budynku ambasady. Po zdarzeniu ambasador Francji w Azerbejdżanie został wezwany do Ministerstwa Spraw Zagranicznych Azerbejdżanu i otrzymał notę protestacyjną. Francuscy urzędnicy oświadczyli, że podjęli wszelkie niezbędne środki w celu przywrócenia bezpieczeństwa i zapobieżenia podobnym incydentom w przyszłości. 11 października 2022 roku ostrzelano pojazd służbowy ambasady Azerbejdżanu w Waszyngtonie. Ministerstwo Spraw Zagranicznych Azerbejdżanu wezwało wówczas amerykańskiego chargé d'affaires i poprosiło go o zapewnienie bezpieczeństwa azerbejdżańskiej misji dyplomatycznej.
Iran odnotował już wcześniej ataki na placówki dyplomatyczne na swoim terytorium. 11 lutego 1829 roku tłum zaatakował ambasadę rosyjską zabijając ambasadora Aleksandra Gribojedowa. W czasie rewolucji w Iranie 4 listopada 1979 roku irańscy studenci dokonali szturmu na ambasadę Stanów Zjednoczonych w Teheranie. Wzięto wówczas 66 zakładników, z których 13 zostało później uwolnionych, ale większość personelu ambasady była przetrzymywana jako zakładnicy przez 444 dni, aż do zaprzysiężenia nowego prezydenta USA, Ronalda Reagana. W styczniu 2016 roku po egzekucji przez Arabię Saudyjską szyickiego duchownego Nimra an-Nimra doszło do ataków na saudyjskie placówki dyplomatyczne w Iranie, w trakcie których podpalono ambasadę tego kraju.
Napięcia między Azerbejdżanem a Iranem wzrosły od czasu II wojny o Górski Karabach między nieuznawaną separatystyczną Republiką Górskiego Karabachu wspieraną przez Armenię a Azerbejdżanem. Konflikt z jesieni 2020 roku zakończył się zwycięstwem Azerbejdżanu, który wyzwolił 72% terytorium okupowanego. Stanowisko Iranu w czasie wojny było szeroko komentowane w azerbejdżańskiej debacie publicznej i wywołało sceptycyzm co do Iranu. Jedną z najbardziej kontrowersyjnych kwestii był transport broni do Armenii przez Iran. Poważnie zaszkodziło to wizerunkowi, jaki Iran zbudował w Azerbejdżanie na przestrzeni lat. Po wojnie napięcia wokół korytarza zangezurskiego nasiliły się i wywołały ostrą reakcją ze strony irańskiej, która obawiała się odcięcia połączenia lądowego między Armenią a Iranem. Irańska prasa, zwłaszcza media prorządowe, publikowała artykuły grożące Azerbejdżanowi i Turcji oraz prowadziła kampanię „demonizacji” obu państw.
W październiku 2022 roku Iran rozpoczął ćwiczenia wojskowe w pobliżu granicy z Azerbejdżanem. Iran, w którym mieszka kilkanaście milionów etnicznych Azerów, od lat oskarżał Azerbejdżan o podsycanie nastrojów separatystycznych na swoim terytorium. Stosunki między Azerbejdżanem a Iranem są tradycyjnie napięte, ponieważ turkijskojęzyczny Azerbejdżan jest bliskim sojusznikiem historycznego rywala Iranu, Turcji. Iran jest również podejrzliwy wobec współpracy wojskowej Azerbejdżanu z Izraelem, jednym z głównych dostawców broni dla Baku, i twierdzi, że Izrael mógłby potencjalnie wykorzystać terytorium Azerbejdżanu jako przyczółek do operacji przeciwko Iranowi. Irański minister spraw zagranicznych Hosejn Amir Abdollahijan oskarżył w 2022 roku Izrael o ustanowienie obecności wojskowej i tajnego sojuszu z Azerbejdżanem. W styczniu 2023 roku Azerbejdżan mianował swojego pierwszego ambasadora w Izraelu, a prezydent İlham Əliyev podpisał dekret powołujący Muxtara Məmmədova na to stanowisko.

## Atak
Do ataku doszło 27 stycznia 2023 roku około godziny 8:00 czasu lokalnego na terenie ambasady Republiki Azerbejdżanu w Teheranie, stolicy Islamskiej Republiki Iranu. Napastnik, obywatel Iranu, Yasin Hosseinzadeh, rozbił swój samochód o Hyundaia Sonatę zaparkowanego na terenie ambasady, w czasie gdy pracownicy ambasady byli już obecni w budynku. Następnie ominął znajdujący się przed budynkiem irański posterunek ochrony, z którego nie podjęto próby zatrzymania napastnika. Napastnik wszedł do budynku ambasady uzbrojony w karabinek AK, przedarł się przez stanowisko ochrony wewnątrz budynku i otworzył ogień do pracowników ambasady. Hosseinzadeh pobiegł za dwiema osobami, które uciekły do innego pokoju, podczas gdy trzecia osoba pobiegła w kierunku napastnika, najwyraźniej próbując zabrać mu karabin.
Na nagraniu wideo udostępnionym w mediach społecznościowych widać pusty posterunek ochrony dyplomatycznej w pobliżu ambasady oraz jedną osobę, która została ranna w zaparkowanym przed budynkiem samochodzie. Kilka godzin po ataku opublikowano nagranie z kamery bezpieczeństwa ambasady.

### Ofiary
W wyniku ataku zginął szef służby bezpieczeństwa misji dyplomatycznej, starszy porucznik Orxan Əsgərov. Podczas odparcia ataku rannych zostało dwóch strażników. Jeden z nich, Vasif Tağıyev, który zdołał zneutralizować terrorystę, został postrzelony w ramię i szczękę, po czym przeszedł operację. Drugiemu nieznanemu z nazwiska rannemu również wykonano operację i usunięto z ciała kulę. Według informacji podanych w dniu ataku stan rannych był zadowalający.
Dwa dni po ataku, 29 stycznia, dwóch pracowników ambasady rannych w ataku terrorystycznym i 53 innych osób, w tym członków rodzin ewakuowanych pracowników ambasady Azerbejdżanu oraz ciało Orxana Əsgərova, zostało przetransportowanych samolotem z międzynarodowego lotniska im. Imama Chomeiniego w Teheranie na międzynarodowe lotnisko im. Heydəra Əliyeva w Baku. Następnie ciało Əsgərova przewieziono do meczetu Taza Pir. Orxana Əsgərova pochowano 30 stycznia o godzinie 12:00 w II Alei Honorowej. W pogrzebie wzięli udział między innymi minister obrony Azerbejdżanu Zakir Həsənov, minister przemysłu obronnego Azerbejdżanu Mədət Quliyev, minister spraw wewnętrznych Azerbejdżanu Vilayət Eyvazov, ambasador Turcji w Azerbejdżanie Cahit Bağcı, przewodniczący Zarządu Muzułmanów Kaukazu Allahşükür Paşazadə, nuncjusz apostolski Stolicy Apostolskiej w Azerbejdżanie arcybiskup Marek Solczyński, przewodniczący albańsko-udyjskiej wspólnoty religijnej Robert Mobili oraz szef wspólnoty Żydów górskich w Azerbejdżanie Milix Yevdayev.

## Śledztwo
Napastnik, Yasin Hosseinzadeh, był obywatelem Iranu, pochodzącym z Urmii. Był żonaty z kobietą pochodzącą z Baku, z którą miał dwójkę dzieci. Według słów samego napastnika, miał przy sobie colta i kałasznikowa, gdy wszedł do ambasady. Kupił broń około pięć miesięcy wcześniej i ukrył ją we wsi niedaleko Urmii. Hosseinzadeh powiedział, że 26 stycznia on i jego dzieci wsiedli do samochodu i pojechali do Teheranu. Napastnik przybył do Teheranu o 4 rano i zaparkował samochód w pobliżu placu Azadi. Następnie przez kilka godzin miał odpoczywać w samochodzie, zanim pojechał do ambasady Azerbejdżanu.
Niedługo po ataku w Teheranie wciąż nie był znany motyw sprawcy. Irańskie media państwowe poinformowały o ataku z opóźnieniem. Strona azerska opisała atak jako „akt terrorystyczny”. Późniejsze oświadczenia irańskich urzędników nie wskazywały, żeby atak miał podłoże polityczne. Strona irańska wkrótce po ataku ogłosiła, że wszczęła dochodzenie w tej sprawie. Strona azerska również poinformowała o wszczęciu swojego dochodzenia. Hosseinzadeh poddał się policji po ataku. Rzecznik irańskiego MSZ Nasser Kanaani oświadczył, że policja i siły bezpieczeństwa interweniowały natychmiast po ataku, a napastnik został zatrzymany. Następnie sprawca został objęty irańskim dochodzeniem. Służba Bezpieczeństwa Państwowego Azerbejdżanu wszczęła postępowanie karne na podstawie artykułów 12.2, 120.2.1, 12.2, 120.2.4, 12.2, 120.2.11, 12.2, 29, 120.2.7, 12.3, 214.2.1, 12.3, 214.2.3 i 12.2, 228.2.1 Kodeksu karnego Azerbejdżanu w związku z atakiem w Teheranie. Wiceminister spraw zagranicznych Azerbejdżanu Xələf Xələfov zauważył, że Azerbejdżan dysponuje „wystarczająco przekonującymi dowodami” dotyczącymi ataku, a by móc prowadzić śledztwo. 1 lutego Azerbejdżan złożył projekty komunikatów i oświadczeń Biuru Koordynacji Ruchu Państw Niezaangażowanych oraz Konferencji ds. Interakcji i Środków Budowy Zaufania w Azji, ale strona irańska wyraziła sprzeciw i uniemożliwiła przyjęcie tych dokumentów.
Szef policji Teheranu Hossein Rahimi oświadczył, że wstępne dochodzenie wykazało, iż motywem sprawcy były sprawy osobiste i rodzinne. Dodał, że napastnik przyjechał samochodem do budynku administracyjnego z 14-letnią dziewczynką i 7-letnim chłopcem. Według Mohammada Shahriariego, szefa teherańskiego biura prokuratora, w dochodzeniu wstępnym oskarżony twierdził, że jego żona udała się do ambasady w kwietniu 2022 roku i nie wróciła do domu. Stwierdził, że odwiedził ambasadę kilka razy, ale nie otrzymał żadnej odpowiedzi od jej pracowników. Dodał także, iż myślał, że jego żona jest w ambasadzie i nie chce się z nim spotkać.
Agencja informacyjna Tasnim, która jest powiązana z Korpusem Strażników Rewolucji Islamskiej Iranu, poinformowała, że „na początku [2023] roku żona napastnika udała się do Azerbejdżanu z pomocą dwóch innych członków rodziny i nie wróciła”. Tasnim poinformowała, że żona napastnika „odwiedziła ambasadę Azerbejdżanu w Teheranie w kwietniu ubiegłego roku i nie wróciła do domu” oraz że „oskarżony postanowił zaatakować ambasadę po złożeniu licznych próśb do ambasady Azerbejdżanu w Teheranie i braku odpowiedniej odpowiedzi ze strony urzędników ambasady”. Serwis BBC Persian zauważył, że oświadczenie to przeczyło innym doniesieniom mówiącym o tym, że napastnik myślał, iż jego żona była w ambasadzie i dlatego ją zaatakował.
Azerbejdżańska agencja prasowa Azəri Press Agentliyi, powołując się na nagranie ataku i kanały dyplomatyczne, stwierdziła, że irańskie informacje o tle osobistym ataku były całkowicie bezpodstawne, dodając, że atak na ambasadę był aktem terrorystycznym. Opublikowane później nagrania z kamer bezpieczeństwa pokazały Hosseizadeha samego, bez dzieci. Ayxan Hacızadə, szef Departamentu Prasowego Ministerstwa Spraw Zagranicznych Azerbejdżanu, oświadczył, że „nie wierzy, iż atak został przeprowadzony z powodów osobistych”. W dniu incydentu naczelny dowódca irańskiej policji, Ahmadreza Radan, zwolnił szefa teherańskiej policji Hosseina Rahimiego ze stanowiska i mianował na jego miejsce Abbasa Alego Mohammadiana. Nie podano do wiadomości publicznej czy atak na ambasadę spowodował zmianę na tym stanowisku. Mohammadian mógł zastąpić Rahimiego niezależnie od ataku na ambasadę.
Ministerstwo Spraw Zagranicznych Azerbejdżanu w dniu ataku ogłosiło, że ambasada Azerbejdżanu w Iranie zostanie ewakuowana. 30 stycznia personel ambasady Azerbejdżanu został ewakuowany z Teheranu, a działalność ambasady została zawieszona. Ponadto ambasador Iranu w Azerbejdżanie, Abbas Musawi, został wezwany do Ministerstwa Spraw Zagranicznych w związku z atakiem na placówkę. Na spotkaniu omówiono prowadzoną w Iranie kampanię antyazerbejdżańską, która zdaniem władz Azerbejdżanu „nadwyrężyła i tak już skomplikowane stosunki”. Wiceminister spraw zagranicznych Azerbejdżanu Xələf Xələfov oświadczył, że nadal możliwe jest „składanie wniosków do Konsulatu Generalnego w Tebrizie”. W oświadczeniu wydanym przez Ministerstwo Spraw Zagranicznych zalecono, aby „obywatele Republiki Azerbejdżanu powstrzymali się od podróżowania do Islamskiej Republiki Iranu, chyba że jest to absolutnie konieczne, a ci, którzy podróżują, powinni zachować szczególną ostrożność”.
Według strony internetowej irańskiego Ministerstwa Sprawiedliwości sprawca został skazany na karę śmierci. Sąd Najwyższy Iranu potwierdził wyrok śmierci wydany na Yasina Hosseinzadeha, który dokonał zamachu terrorystycznego. Wyrok został przesłany do sądu w Teheranie w celu wykonania. Mężczyzna został stracony rano 21 maja 2025 roku.

## Reakcje

### W Azerbejdżanie
Prezydent Azerbejdżanu İlham Əliyev potępił atak, nazywając go „aktem terrorystycznym”, a Ayxan Hacızadə, szef Departamentu Prasowego Ministerstwa Spraw Zagranicznych Azerbejdżanu, dodał, że odpowiedzialność za atak na ambasadę ponosi Iran. Wielu polityków azerbejdżańskich, w tym ambasador Azerbejdżanu w Iranie Əli Əlizadə, przewodnicząca Zgromadzenia Narodowego Republiki Azerbejdżanu Sahibə Qafarova i minister sprawiedliwości Republiki Azerbejdżanu Fikrət Məmmədov, wezwało do ukarania osób odpowiedzialnych za zbrojny atak na ambasadę Azerbejdżanu w Iranie. Zastępca przewodniczącego Zgromadzenia Narodowego Republiki Azerbejdżanu Elman Nəsirov i członek Komisji ds. Związków Publicznych i Organizacji Religijnych Ceyhun Məmmədov, a także azerbejdżańskie Ministerstwo Spraw Zagranicznych, jako czynnik wpływający na atak podali antyazerbejdżańską kampanię w Iranie. Ponadto rzecznik MSZ Azerbejdżanu Ayxan Hacızadə i przewodniczący Komisji ds. Obrony, Bezpieczeństwa i Zwalczania Korupcji Ziyafət Əsgərov, wyrazili przekonanie, że motyw ataku nie był „rodzinny ani osobisty”. Zarząd Muzułmanów Kaukazu wydał oświadczenie, w którym „zdecydowanie” potępił atak, dodając, że uważa go za „akt terrorystyczny o podłożu politycznym”.

### W Iranie
Prezydent Iranu Ebrahim Ra’isi nakazał odpowiednim organom zbadanie ataku. Złożył kondolencje krewnym zmarłego i życzył rannym szybkiego powrotu do zdrowia. Politycy tacy jak irański minister spraw zagranicznych Hosejn Amir Abdollahijan, doradca prezydenta ds. politycznych Mohammad Dżamszidi, pierwszy zastępca przewodniczącego Islamskiego Zgromadzenia Konsultatywnego Ali Nikzad, szef Komisji Bezpieczeństwa Narodowego i Polityki Zagranicznej Islamskiego Zgromadzenia Konsultatywnego Wahid Dżalalzadeh i irański minister spraw wewnętrznych Ahmad Wahidi wezwali do deeskalacji stosunków między Azerbejdżanem a Iranem, powołując się na twierdzenie, że atak był „motywowany osobiście”. Jednak podczas trwających protestów w Iranie protestujący w kraju obwinili Korpus Strażników Rewolucji Islamskiej za incydent. Protestujący wezwali społeczność międzynarodową do uznania Korpusu za organizację terrorystyczną.
Po ataku irańscy Azerowie złożyli kwiaty przed Konsulatem Generalnym Azerbejdżanu w Tebrizie. Drużyna piłkarska Teraktor Sazi Tebriz, występująca w Persian Gulf Pro League, potępiła atak w oświadczeniu, używając zwrotu „bracia odczuwają ból za swoich braci”.

### Za granicą
Szefowie państw, ministrowie spraw zagranicznych i ambasadorowie z ponad 120 krajów, w tym Bułgarii, Egiptu, Francji, Izraela, Pakistanu, Rosji, Stanów Zjednoczonych, Turcji, Ukrainy, Wielkiej Brytanii, Włoch, a także Sekretarz Generalny Organizacji Narodów Zjednoczonych António Guterres, Specjalny Przedstawiciel Sekretarza Generalnego NATO ds. Kaukazu i Azji Środkowej Javier Colomina, wysoki przedstawiciel Unii do spraw zagranicznych i polityki bezpieczeństwa Josep Borrell, sekretarz generalny Rady Europy Marija Pejčinović Burić, Sekretarz Generalny Organizacji Państw Turkijskich Kubanyczbek Ömüralijew złożyli kondolencje tym, którzy stracili życie i życzyli szybkiego powrotu do zdrowia rannym, potępiając atak. Rzecznik Departamentu Stanu Stanów Zjednoczonych Ned Price wezwał Iran do przestrzegania konwencji wiedeńskiej o stosunkach dyplomatycznych.

## Oceny
Oficjalna wersja zdarzeń i motywacje napastnika przedstawione przez stronę irańską zostały podważone nie tylko przez przedstawicieli władz Azerbejdżanu oraz uczestników protestów w Iranie, ale także przez azerbejdżańskich i zagranicznych komentatorów. Według azerbejdżańskiego politologa Fuad Şahbazova atak na ambasadę Azerbejdżanu w Iranie był „logiczną konsekwencją dyplomatycznego impasu między tymi dwoma krajami w ostatnich miesiącach”. Zasugerował, że to, co się wydarzyło, było „zaplanowaną akcją”. Şahbazov powiedział, że jedną z początkowych możliwości przyczyn ataku było otwarcie przez Azerbejdżan ambasady w Izraelu w styczniu 2023 roku i mianowanie tam ambasadora. Według niego ewakuacja personelu ambasady Azerbejdżanu z Teheranu po ataku była znakiem, że stosunki dyplomatyczne pozostaną chłodne przez jakiś czas. Politolog Elçin Mirzəbəyli stwierdził, że „rzeczywiste zagrożenie ze strony Iranu dla integralności terytorialnej, suwerenności i bezpieczeństwa Republiki Azerbejdżanu oraz atak na ambasadę w Teheranie powinny zostać przedstawione ONZ do dyskusji”. Opisał atak jako „najbardziej odrażający przykład ideologicznej, moralnej, informacyjnej i zbrojnej polityki terrorystycznej prowadzonej przez reżim mułłów od wielu lat”.
Amerykański ekspert od Bliskiego Wschodu i starszy pracownik naukowy think tanku Hudson Institute Michael Scott Doran, stwierdził, że za atakiem stały irańskie władze. Dodał: „Zasada oparta na doświadczeniu jest taka, że atak na ambasadę irańską nie miałby miejsca, gdyby reżim tego nie chciał”. Ariel Cohen, starszy pracownik naukowy w Atlantic Council, scharakteryzował atak jako „oficjalną wrogą postawę Iranu wobec Baku”, dodając, że atak na ambasadę „nie mógłby mieć miejsca bez wiedzy władz irańskich”. Rosyjski politolog i dyrektor Centrum Studiów Politycznych, Siergiej Markow, stwierdził, że „władze irańskie były zaangażowane w zbrojny atak”. Według niego irańska prasa konsekwentnie donosiła, że „kampania przeciwko Azerbejdżanowi jest częściowo winą władz Teheranu”.
Według Aleksandra Melikiszwilego, starszego analityka ds. WNP i Kaukazu w Jamestown Foundation, istnieje również możliwość, że rząd irański „wyraził milczącą zgodę” na atak na ambasadę Azerbejdżanu w Teheranie. Podważył sposób, w jaki strona irańska chroniła ambasadę, powołując się na „atakującego machającego do irańskiego policjanta siedzącego w kabinie”. Francuski historyk i politolog Maxime Guen również zauważył bardzo spokojne zachowanie irańskiej policji, gdy zobaczyli uzbrojonego mężczyznę wchodzącego do ambasady, nazywając to „najmocniejszym dowodem jak dotąd”. Francuski politolog Eric Gozlan, dyrektor Międzynarodowej Rady Dyplomacji i Dialogu, powiedział o ataku, że pokazał on, iż „niektóre siły nie chcą pokoju na Kaukazie”. Abdullah Ağar, turecki ekspert ds. terroryzmu i bezpieczeństwa, nazwał ochroniarzy „bohaterami”. Powiedział, że gdyby funkcjonariusze nie interweniowali, konsekwencje ataku byłyby o wiele poważniejsze.